# Contea di Wyoming (New York)
La contea di Wyoming, in inglese Wyoming County, è una contea situata nell'area occidentale dello Stato di New York negli Stati Uniti. Il capoluogo è Warsaw.

## Geografia fisica
La contea si trova nel centro-ovest dello Stato. Il territorio si trova su un altopiano e a sud-est il confine è segnato dal fiume Genesee. Quest'area rientra nel parco statale Letchworth e ci sono diverse gole e cascate.

### Contee confinanti
- Contea di Genesee - nord
- Contea di Livingston - est
- Contea di Allegany - sud
- Contea di Cattaraugus - sud-ovest
- Contea di Erie - ovest

## Storia
I primi abitanti del territorio della contea furono i nativi Seneca di lingua irochese. Quando fu istituita la Provincia di New York nel 1683, l'area dell'attuale contea faceva parte della contea di Albany. La contea fu istituita nel 1841 separandone il territorio da quello della contea di Genesee. Il nome deriva da una parola dei nativi Lenape che significa "terra delle vaste pianure".
Nel 1840 un gruppo di abolizionisti, riunitosi nella chiesa di Warsaw, fondò il partito abolizionista Liberty Party che partecipò alle elezioni presidenziali del 1840 e del 1844.

## Comuni
- Arcade - town
- Attica - town
- Bennington - town
- Castile - town
- Covington - town
- Eagle - town
- Gainesville - town
- Genesee Falls - town
- Java - town
- Middlebury - town

- Orangeville - town
- Perry - town
- Pike - town
- Sheldon - town
- Silver Springs - village
- Warsaw (capoluogo) - town
- Wethersfield - town
- Wyoming - village